# Ko Stijger
Jacobus Johannes "Ko" Stijger (ur. 1 maja 1915  – zm. 31 grudnia 1997) – piłkarz holenderski grający na pozycji napastnika. W swojej karierze rozegrał 2 mecze w reprezentacji Holandii.

## Kariera klubowa
W swojej karierze piłkarskiej Stijger grał w klubie Blauw-Wit Amsterdam.

## Kariera reprezentacyjna
W reprezentacji Holandii Stijger zadebiutował 17 marca 1940 roku w przegranym 1:7 towarzyskim meczu z Belgią, rozegranym w Antwerpii. W kadrze narodowej rozegrał 2 mecze (w latach 1940–1946).